# Alisher Saʼdullayev

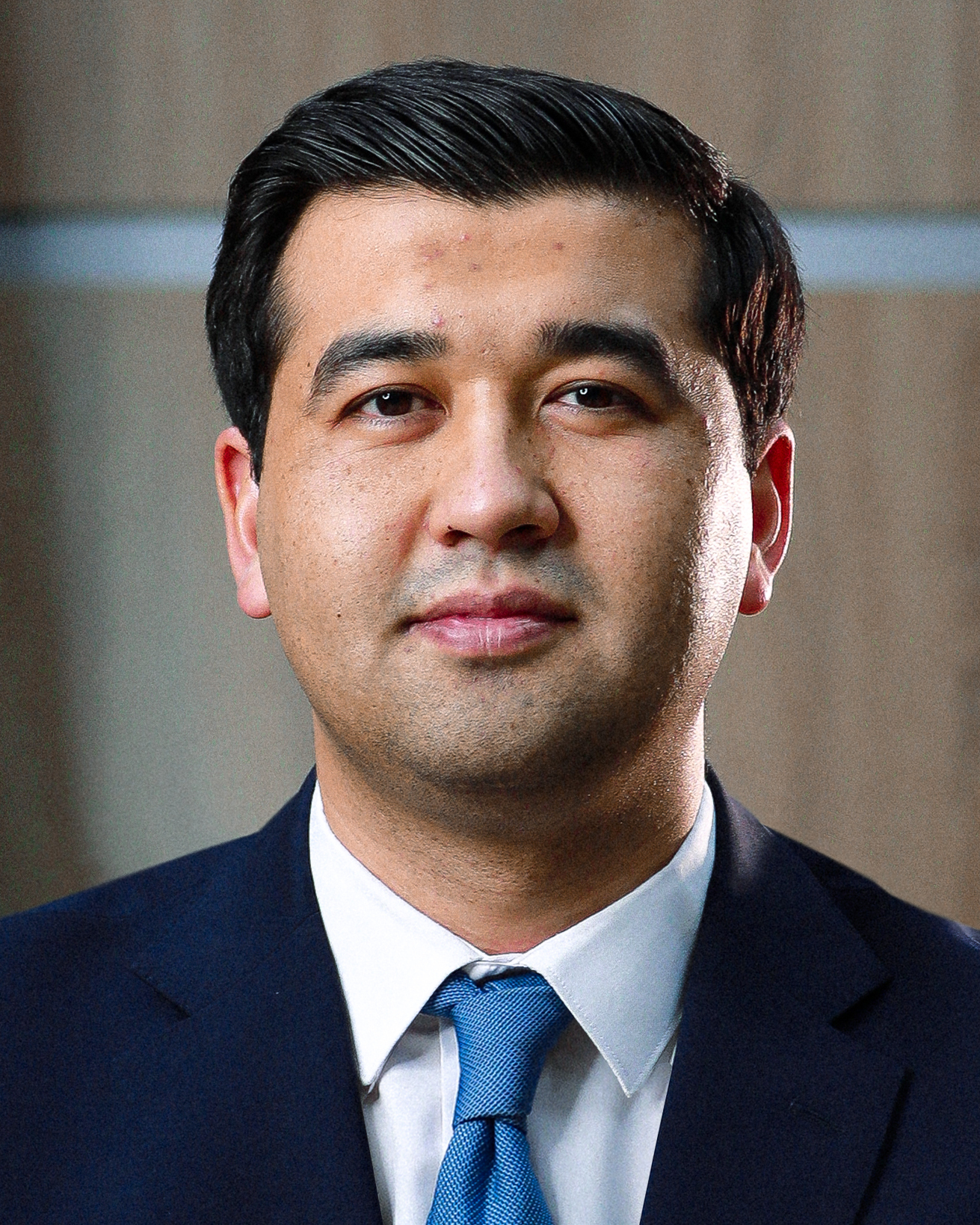
Alisher Saʼdullayev (2022)

Alisher Zafar oʻgʻli Saʼdullayev (kyrillisch Алишер Зафар ўғли Саъдуллаев; geboren am 11. Juli 1994 in der Provinz Jizzax, Usbekistan) ist ein usbekischer Regierungsbeamter und Direktor der Agentur für Jugendangelegenheiten der Republik Usbekistan (seit 2020). Derzeit ist er das jüngste Mitglied der usbekischen Regierung.

## Leben
Saʼdullayev schloss 2017 das Singapure Institute of Management in Taschkent ab.
Von 2015 bis 2017 war er Leiter des Bildungszentrums "Result" in Taschkent.
Am 30. Juni 2017 wurde er zum stellvertretenden Minister für öffentliche Bildung der Republik Usbekistan ernannt.
Im Jahr 2018 wurde er zum Ersten Stellvertreter des Vorsitzenden des Jugendverbunds Usbekistans ernannt. Seit dem 29. August 2019 ist er Vorsitzender des Jugendverbunds Usbekistans.
Seit dem 29. August 2019 ist er Erster Stellvertreter des Beraters des Präsidenten der Republik Usbekistan für Fragen der Jugend, Wissenschaft, Bildung, Gesundheitswesen, Kultur und Sport.
Am 17. Januar 2020 wurde er vom Präsidenten Usbekistans zum Mitglied des Senats des Oliy Majlis ernannt.
Am 30. Juni 2020 wurde die Agentur für Jugendangelegenheiten der Republik Usbekistan gegründet und am 10. Juli wurde Alisher Saʼdullayev zum Direktor der Agentur ernannt und verließ seine Position als Erster Stellvertreter des Beraters des Präsidenten für Fragen der Jugend, Wissenschaft, Bildung, Gesundheitswesen und Sport.
Saʼdullayev wurde 2021 mit dem Orden „Ruhm der Arbeit“ ausgezeichnet.
Am 20. Dezember 2022 gab der Präsident Usbekistans, Shavkat Mirziyoyev, bekannt, dass die Anzahl der Ministerien und Behörden im Land von 61 auf 28 reduziert wird. Die Agentur für Jugendangelegenheiten wurde dem neu geschaffenen Ministerium für Jugendpolitik und Sport angegliedert. Zum Minister wurde Adham Ikromov ernannt. Alisher Saʼdullayev wurde zum Ersten Stellvertreter des Ministers ernannt und behielt alle seine Positionen bei.